# Црква Светог Николе у Чабићу
Црква Светог Николе у Чабићу, насељу у општини Клина, подигнута је у периоду од 1600. до 1625. године и представља непокретно културно добро као споменик културе од изузетног значаја.

## Историја и изглед
Средњовековно насеље Чабићи било је највеће село дечанског властелинства, поменуто у хрисовуљама средином 14. века. У њему је крајем 16. или почетком 17. века подигнута скромна једнобродна, полуобличасто засведена црква од притесаног камена, са двоводним кровом покривеним каменим плочама. Једини украс источне и западне фасаде представљао је благо истурени лук који обележава линију свода. Олтарска апсида, споља тространа, изнутра је била полукружна, а проскомидију и ђаконикон замењивали су парови ниша. Слаба светлост је у унутрашњост допирала кроз два узана прозорска отвора, на апсиди и јужном зиду. У неко време је пред западним прочељем дограђена припрата, а унутар цркве је до висине свода озидан иконостас, са два пролаза ка олтару.
Особеност зиданог иконостаса била је та што није био фреско-декорисан, већ је носио иконе на дасци. Програм фресака обухватао је зону стојећих фигура, опширно изложен циклус житија патрона и циклус Великих празника. Судећи по светлој гами боја, несигурном цртежу и минијатурним размерама фигура, живопис је у првим деценијама 17. века извео сликар скромног талента, склонији иконопису, док су иконе по својим ликовним квалитетима боље од фресака. Конзерваторски радови на архитектури и чишћењу живописа изведени су 1968. године
Црква је минирана и срушена до темеља 1999. године.